# هانس یورگن یانسن
هانس یورگن یانسن (انگلیسی: Hans-Jürgen Jansen؛ زادهٔ ۲۷ سپتامبر ۱۹۴۱) بازیکن فوتبال اهل آلمان است.
از باشگاه‌هایی که در آن بازی کرده‌است می‌توان به باشگاه فوتبال بوخوم اشاره کرد.
وی همچنین در تیم ملی فوتبال زیر ۲۳ سال آلمان بازی کرده‌است.